# TrackID
TrackID – funkcja obecna w oprogramowaniu niektórych telefonów komórkowych firmy Sony Ericsson służąca do rozpoznania utworów, które słyszy użytkownik, a których tytuły chciałby poznać. Wykorzystuje ona usługę Mobile MusicID stworzoną przez przedsiębiorstwo Gracenote.

## Zasada działania
Aby skorzystać z tej funkcji, należy za pośrednictwem odpowiedniej opcji w menu telefonu nagrać z dowolnego źródła co najmniej 10-sekundową sekwencję dźwiękową będącą fragmentem utworu, o którym informacji użytkownik poszukuje. Po dokonaniu nagrania aplikacja TrackID łączy się z bazą danych Gracenote Global Media Database, w której nagrana próbka jest porównywana z plikami w niej obecnymi, a następnie wyświetla na ekranie telefonu użytkownika tytuł utworu oraz nazwy jego wykonawcy i albumu, z którego on pochodzi. Mobile MusicID pozwala dodatkowo na zakup do powiązanych z daną piosenką treści, w tym między innym całych nagrań i teledysków.

## Ograniczenia
Funkcja TrackID jest ograniczona przede wszystkim dostępem do mobilnego internetu, a także tym, czy dany utwór znajduje się w bazie Gracenote. Za jej użytkowanie nie jest pobierana żadna opłata z wyjątkiem tej za przesłane dane, naliczanej według cennika taryfowego danego operatora.

## Koniec
Sony zapowiedziało wygaszenie usługi TrackID 15 września 2017.